# Afghánské království
Království Afghánistánu (paštunsky د افغانستان واکمنان‎, Dǝ Afganistan wākmanān; persky پادشاهي افغانستان‎, Pādešāhī-ye Afganistan) byla konstituční monarchie v jižní a střední Asii, založená v roce 1926 jako nástupnický stát po emirátu Afghánistán. Království vyhlásil Amanullah Khan sedm let po svém nástupu na trůn.

## Geografie
Afghánské království ohraničoval Írán na západě, Sovětský svaz na severu, Čína na východě a Pákistán na jihu. Jednalo se o hornatou a převážně suchou zemi o rozloze 652 000 kilometrů čtverečních. Podivný tvar a hranice byly výsledkem toho, že se Afghánistán stal nárazníkem mezi Ruskem a Británií. Vachánský koridor je dobrým příkladem vyrovnávací nárazníkové části země. Sníh byl ve většině oblastí v zimě běžný a srážky byly malé.

## Demografie
Zemi obývaly různé etnické skupiny, jako Paštunové, Tádžikové, Hazarové, Uzbekové a mnoho dalších. Většina Afghánců byla muslimská, přibližně 99 % populace. Asi 80–85 % muslimské populace byli sunnité, ostatní byli šíité. Oficiálními jazyky národa byla afghánská perština a paštština. Mnoho Afghánců bylo dvojjazyčných a dokázalo mezi sebou mluvit oběma jazyky.

## Ekonomika
Stejně jako minulý i současný Afghánistán se ekonomicky velmi spoléhal na zemědělství a těžbu. Spojené státy americké i Sovětský svaz investovaly do afghánské ekonomiky, aby získaly vliv v zemi v průběhu studené války. Například program Four Point Program (Čtyřbodový program) v roce 1951, kdy Afghánistán a Spojené státy podepsaly v Kábulu dohodu o pomoci při hospodářském rozvoji země a o výstavbě 100 km plynovodu z Termezu do Mazáre Šeríf, který postavili sovětští technici. Jeho stavba začala v roce 1954. Afghánistán obdržel od banky Spojených států půjčku 18 500 000 amerických dolarů, aby mohl v USA nakoupit materiál na stavbu, vybavení a služby pro vývojový projekt v údolí řeky Hilmand. Země měla ložiska mastku, slídy, stříbra, olova, berylu, chromitu, mědi, lapisu lazuli a železné rudy.

## Armáda

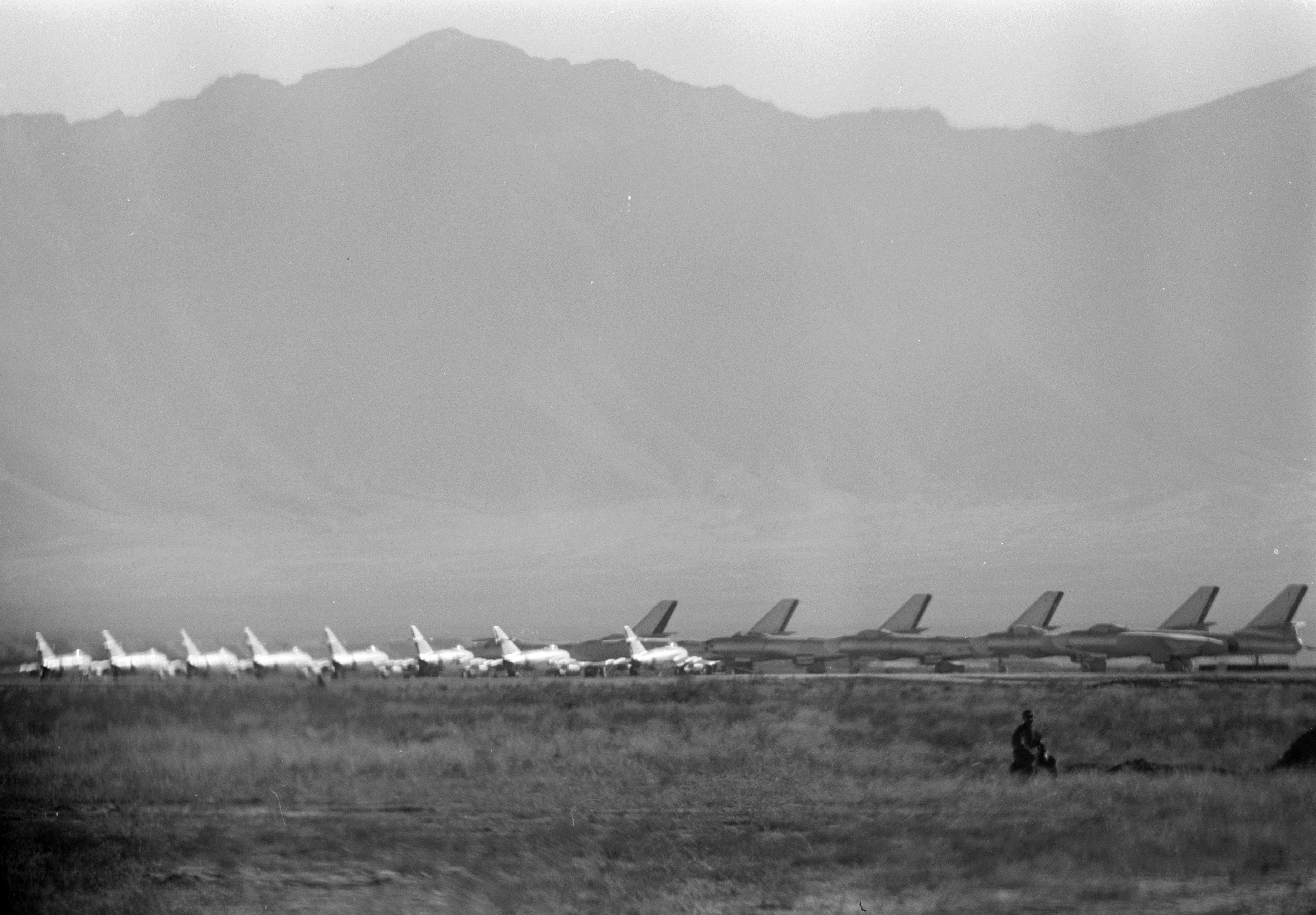
MiG-17 a bombardéry Il-28 královského afghánského letectva v roce 1959.

Bratranec krále Zahira Šáha, Mohammed Daoud Khan, podepsal v roce 1956 s Československou republikou dohodu o obchodu se zbraněmi ve výši 3 milionů dolarů a se Sovětským svazem za 32,5 milionů. Dohoda dala afghánské armádě dovezené tanky T-34 a stíhačky MiG-17. Čtvrtina až třetina všech afghánských důstojníků se v roce 1973 školila v Sovětském svazu.